# Dan Bishop
Pour les articles homonymes, voir Bishop.
James Daniel Bishop dit Dan Bishop, né le 1er juillet 1964 à Charlotte (Caroline du Nord), est un homme politique américain. Membre du Parti républicain de Caroline du Nord, il est élu à la Chambre des représentants des États-Unis de 2019 à 2025.

## Biographie

### Carrière professionnelle et débuts en politique
Dan Bishop étudie à l'université de Caroline du Nord à Chapel Hill, où il obtient un BS en administration des entreprises en 1986 puis un juris doctor en 1990. Il devient avocat pendant 24 ans et s'occupe principalement d'affaires touchant les entreprises et le gouvernement local.
En 2010, il est élu au conseil du comté de Mecklenburg.

### Législateur de Caroline du Nord
En 2014, il est élu à la Chambre des représentants de Caroline du Nord, où il succède au républicain Ruth Samuelson. Il y a représente le 104e district, dans le sud-est de Charlotte. À la Chambre des représentants, il cosigne le Religious Freedom Restoration Act permettant aux entreprises de discriminer des personnes homosexuelles pour des raisons religieuses. Il est également l'un des principaux soutiens du Public Facilities Privacy & Security Act, qui empêche aux gouvernements locaux d'approuver des ordonnances anti-discrimination contre les personnes LGBT et oblige les personnes transgenres à utiliser les toilettes publiques correspondant à leur sexe de naissance.
En 2016, Bishop il se présente au Sénat de Caroline du Nord, pour succéder à Bob Rucho, qui ne se représente pas. Dans le 39e district, il est élu en rassemblant 56,8 % des voix face au démocrate Lloyd Scher. Après les élections de 2018, il est le seul républicain élu du comté de Mecklenburg à la législature de Caroline Nord.

### Représentant des États-Unis

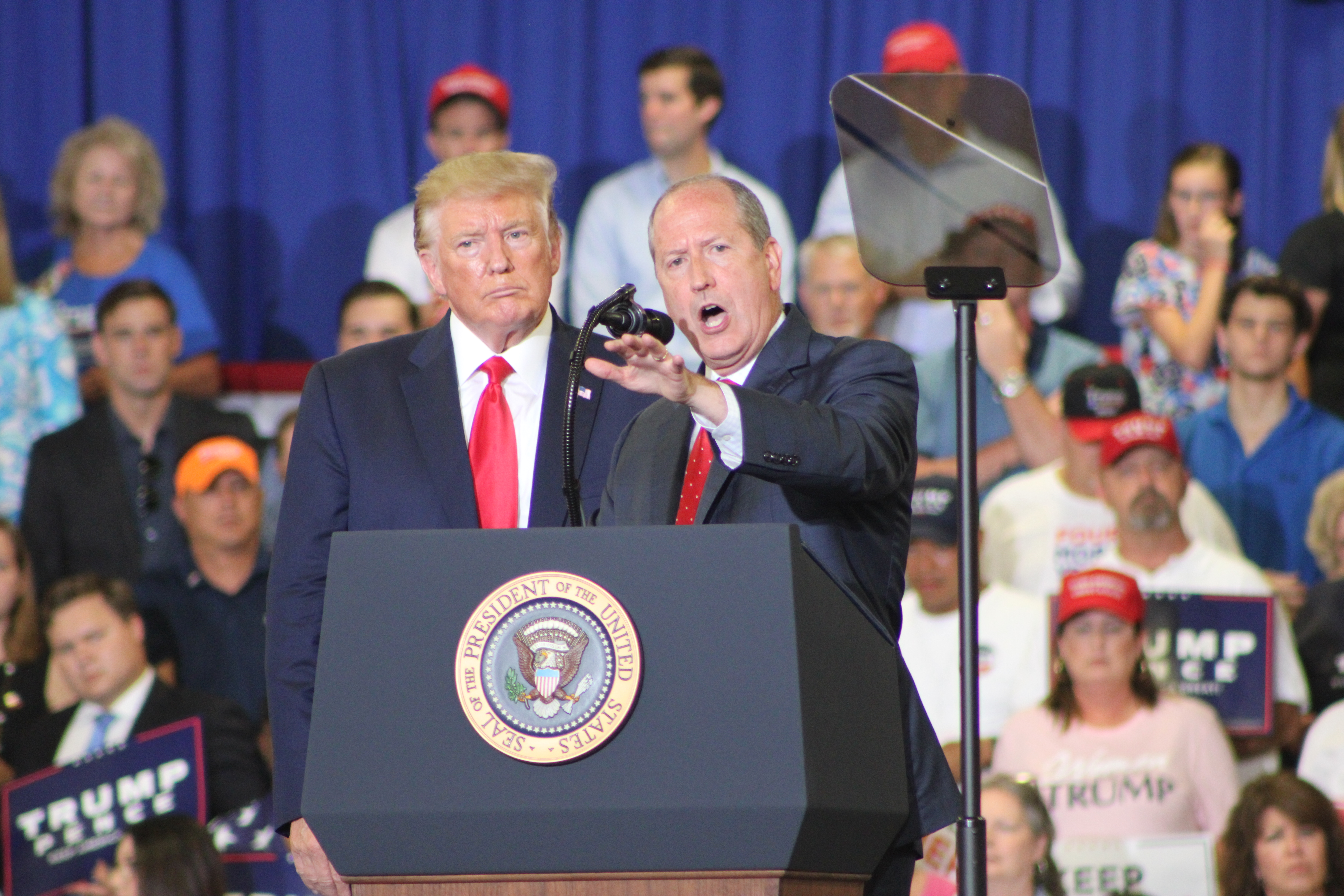
Trump et Bishop en meeting en septembre 2019.

En 2019, Bishop se présente à la Chambre des représentants des États-Unis dans le 9e district de Caroline du Nord, qui s'étend de Charlotte à Fayetteville. L'année précédente, le républicain Mark Harris avait battu le démocrate Dan McCready de 905 voix mais sa victoire n'a jamais été validée en raison de fraudes. Alors que Harris ne se représente pas, Bishop est candidat. Bishop remporte facilement la primaire républicaine avec 48 % des suffrages face à neuf autres candidats, loin devant le conseiller du comté d'Union Stony Rushing (20 %) et l'ancien conseiller du comté de Mecklenburg Matthew Ridenhour (17 %).
Bien que la circonscription soit historiquement conservatrice, Donald Trump l'ayant remporté de 12 points en 2016, l'élection entre Bishop et McCready est serrée. Plus de dix millions de dollars sont dépensés, en faisant la deuxième élection partielle la plus chère de l'histoire. Le président Trump vient faire campagne aux  côtés de Bishop, qui fait campagne contre « le socialisme, les frontières ouvertes et l'infanticide ». Le républicain est élu représentant des États-Unis de justesse en remportant 50,8 % des suffrages face à McCready à 48,6 %. Alors que McCready améliore ses scores dans les banlieues de Charlotte, Bishop fait des progrès dans les zones rurales du district, où il a investi l'essentiel de ses efforts. Il est réélu en 2020 et 2022.
En août 2023, il annonce qu'il ne sera pas candidat à un nouveau mandat au Congrès à l'occasion des élections de 2024 pour se présenter au poste de procureur général de Caroline du Nord. Après le retrait de son unique adversaire, il devient le candidat républicain pour l'élection et reçoit le soutien de l'ancien président Donald Trump,. Le 5 novembre 2024, il perd l'élection générale contre Jeff Jackson.
Le 10 décembre 2024, le président-élu Donald Trump annonce sa nomination au poste de directeur adjoint du bureau de la gestion et du budget au sein de sa seconde administration.

## Prises de position
En mars 2022, il est l'un des huit seuls représentants à voter contre la suspension des relations commerciales avec la Russie.